# Mylo (Sony)
My Life Online (mylo) — це пристрій, який продавався та вироблявся Sony для портативного обміну миттєвими повідомленнями та інших засобів зв’язку в Інтернеті, перегляду веб-сайтів в Інтернеті (за допомогою веб-браузера Opera), а також відтворення та обміну мультимедійними файлами. Кишеньковий портативний пристрій у формі планшета, який дебютував у 2006 році, мав екран, який висувався вгору, відкриваючи QWERTY клавіатуру. Назва бренду «mylo» означає «Моє життя онлайн». Використовуючи Wi-Fi замість стільникових мереж, mylo було націлено на вікову групу 18–24 років.
Використовуючи мережі WiFi для підключення до Інтернету, mylo надав користувачам можливість знизити витрати на підключення, уникаючи необхідності використання стільникових мереж GSM, CDMA або 3G, які зазвичай використовуються для пристроїв такого розміру та функціональності.

## Історія та дизайн

### Mylo COM–1
Перша версія Sony mylo була випущена 15 вересня 2006 року та включає 1 ГБ вбудованої флеш-пам’яті та слот розширення Memory Stick PRO Duo. 
Mylo має товщину 23,9 мм (31/32 дюйма), ширину 123 мм (4⅞ дюйма), висоту 63 мм (2½ дюйма) і РК-екран QVGA (320 × 240) діагоналлю 6,1 см (2,4 дюйма). Його форм-фактор подібний до T-Mobile Sidekick, оскільки він тримається в альбомному режимі та має висувну QWERTY-клавіатуру. Початкові кольори моделі були глянцеві чорні й білі.

### Mylo COM–2

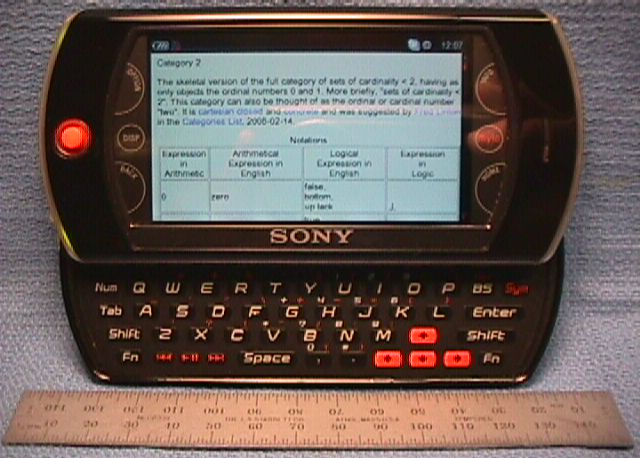
Mylo COM-2. Довжина сталевої лінійки 15 см.

6 січня 2008 року на виставці CES 2008 у Лас-Вегасі було анонсовано друге видання Sony mylo. Ця версія була заснована на технології PSP і включала AIM, сенсорний екран і камеру. Інтернет-браузер був змінений з Opera на NetFront. Він підтримував Adobe Flash для перегляду Flash-вмісту, такого як відео YouTube, і для ігор на основі Flash. Mylo COM–2 мав 1 ГБ флеш-пам’яті, яку можна було використовувати для відтворення музики та відео. Були доступні два кольори: чорний і білий. Mylo COM-2 мав бездротове підключення G. Клавіатура також мала підсвічування. Версія системного програмного забезпечення 1.201 додала підтримку відеозйомки. Mylo COM–2 був випущений на SonyStyle.com 25 січня 2008 року за 299 доларів. Перед святковим сезоном ціну було знижено до 199 доларів і було швидко знято з виробництва через погані продажі. 

## Програми
Меню програм mylo згруповано за функціями.
Спілкування
З’єднання Wi-Fi використовують такі програми в групі головного меню:
- AIM. AOL Instant Messenger (тільки на COM–2)
- Skype. Включає функції: набір номера (Skype на телефон), дзвінок (Skype на Skype), чат (миттєві повідомлення) і надсилання (та отримання) файлів. Також можна дзвонити (телефон до Skype).
- Google Talk. Має текстові чати (миттєві повідомлення) з контактами Google Talk і XMPP. Включено посилання на Gmail (WAP-версія).
- Yahoo! Messenger. Додаток для обміну текстовими повідомленнями також містить посилання на Yahoo! Mail (WAP-версія).
- Ad Hoc Application. Через Peer-to-peer дозволяє mylo ділитися списками відтворення та транслювати пісні безпосередньо на інший mylo.[5]
- Не можна використовувати для надсилання або отримання текстових (SMS) повідомлень на або з мобільних телефонів; суворо лише для месенджерів та Інтернету.

Веб
COM–1. Opera дозволяє мінімізувати обмеження маленького екрана (320x240), включаючи масштаб (%), розмір тексту (маленький, звичайний, великий) і режим перегляду (звичайний або за розміром екрана).
COM–2. NetFront з підтримкою Flash Lite — це веб-браузер, який постачається разом із mylo COM–2.
Медіа
COM–1. Плеєр підтримує аудіоформати MP3, WMA (захищені та незахищені) та ATRAC 3. Програма перегляду зображень підтримує формати JPG, PNG і растрові зображення. Відеоплеєр підтримує відеоформат MPEG-4/AAC. Текстова програма — це простий текстовий редактор.
COM–2. Плеєр підтримує формати MP3, WMA (захищені та незахищені), AAC (без DRM) та ATRAC3. Програма перегляду зображень підтримує формати JPEG, PNG і BMP. Відеоплеєр підтримує простий профіль MPEG-4/AAC і базовий профіль MPEG-4/AAC AVC H.264. Він також підтримує WMV, починаючи з версії мікропрограми 1.101, яка була випущена у квітні 2008 року.
В обох моделях вміст DRM у Windows Media Audio та Adaptive Transform Acoustic Coding 3 обмежено внутрішньою пам’яттю 1 Гб. Відтворення DRM неможливе через Memory Stick, оскільки Magic Gate недоступний, а Windows Media DRM неможливий на Memory Stick.
Інструменти
- Утиліти цієї групи меню, включають диспетчер підключень для керування конфігурацією Wi-Fi, менеджер файлів, інструмент оновлення мікропрограми.

## Підключення
Якщо конфігурація режиму USB встановлено за замовчуванням (MSC), mylo працює як пристрій USB Mass Storage. Музику та інші файли можна потім перенести з ПК за допомогою програмного забезпечення SonicStage, що входить до комплекту, або шляхом перетягування за допомогою файлового менеджера. Якщо для режиму USB встановлено значення MTP, ви можете синхронізувати аудіофайли через WMP 10. Під час підключення через USB на екрані mylo показується режим USB, який зараз використовується, і призупиняє роботу будь-якої програми. 
З’єднання Wi-Fi 802.11b запускається або за допомогою повзунка бездротової локальної мережі, або автоматично, коли одна з Інтернет-програм mylo (наприклад, Skype, Yahoo! Messenger, Google Talk, Opera) намагається отримати доступ до мережі та Wi-Fi в інфраструктурному режимі, коли зв'язок ще не встановлено. Режим Wi-Fi можна перемкнути в режим Ad Hoc, щоб увімкнути використання програми Ad Hoc. Попри те, що пристрій продається для людей, які перебувають у дорозі, Mylo не має жодних широко використовуваних можливостей Bluetooth, щоб забезпечити легке з’єднання з іншими мобільними пристроями з підтримкою Bluetooth. 
Власники моделі COM-1 отримували доступ до будь-якої точки доступу T-Mobile протягом першого року. До 31 грудня 2010 року власники моделі COM-2 отримували доступ до понад 10 000 точок доступу Wayport Hotspot по всій країні. Більш як 9 000 з цих місць є ресторанами McDonald's.

## Моделі Mylo
| Модель (і покоління) | Модель (і покоління) | Зображення | Ємність | Внесені зміни                                          | Підключення      | Оригінальна дата випуску | Стартова ціна в (US$) |
| -------------------- | -------------------- | ---------- | ------- | ------------------------------------------------------ | ---------------- | ------------------------ | --------------------- |
| COM–1                | 1G                   | Mylo Com-1 | 1 ГБ    | Перший випуск. Доступний у білому або чорному кольорі. | USB, Wi-Fi (b)   | Вересень 2006            | $349.99               |
| COM–2                | 2G                   | Mylo Com-2 | 1 ГБ    | Другий випуск. Доступний у білому або чорному кольорі. | USB, Wi-Fi (b/g) | Лютий 2008               | $299.99               |

## Технічні характеристики
Процесор: Freescale i.MX21 (для COM–1)
Як пристрій, mylo COM–1 оснащений 2,4-дюймовим РК-дисплеєм 320 на 240, 400 МБ для флеш-пам’яті (з можливістю розширення до 4 ГБ), з’єднанням mini-USB, слотом Memory Stick Duo, інтегрованою бездротовою мережею 802.11b (із підтримкою WEP і WPA-PSK), а також літій-іонним акумулятором, який забезпечує до 45 годин відтворення музики, 8 годин відео та до 76 годин розмови через VoIP. Також є вхід постійного струму для зарядки або роботи з адаптером змінного струму, 10-контактний інтерфейс навушників/мікрофона (адаптер входить в комплект), висувну QWERTY-клавіатуру для написання повідомлень і загальна вага близько 157 грамів (5,4 унції), включаючи батарею.